# گونار اکلوف
گونار اکلوف (به سوئدی: Gunnar Ekelöf) شاعر و نویسنده سوئدی است. از او به عنوان اولین شاعر سوررئالیست سوئد یاد می‌شود. وی از سال ۱۹۵۸ تا زمان مرگش (۱۹۶۸) عضو فرهنگستان سوئد بود.

## زندگی‌نامه
گونار اکلوف در خانواده‌ای ثروتمند در ۱۵ سپتامبر ۱۹۰۷ در استکهلم به دنیا آمد. در جوانی مجذوب عرفان شرقی شد. با نوشته‌های «ابن‌عربی» آشنا گشت، به قول خودش، آنچه را که «سمبولیسم» و «سوررآلیسم» می‌توان دانست، نخست از این راه دریافت. در اندیشه مهاجرت به هند بود به همین خاطر به لندن سفر نمود تا در «مدرسهٔ السنهٔ شرقی» تحصیل کند، اما بعد از مدتی از این تصمیم منصرف شد و به سوئد بازگشت تا در رشته زبان و ادبیات فارسی در دانشگاه اوپسالا تحصیل کند. هر چند بعد از مدتی، به علت بیماری طولانی از ادامهٔ تحصیل دست کشید. زمانی بود که وی نخستین شعرش را نگاشت. دومین سودای بزرگ و دیرپایش موسیقی بود و در سال‌های ۱۹۲۰ به پاریس رفت تا موسیقی بیاموزد، اما دیگر غرق جذبه‌های شعر شده بود. در پاریس بود که بیشتر شعرهای نخستین کتابش «دیرگاه بر زمین» را نوشت. این کتاب در ۱۹۳۲ منتشر شد و توجه ناقدان شعر را چندان جلب نکرد. اما هنگامی که کتاب «آواز گذر» را در ۱۹۴۱ منتشر کرد، دیگر به‌عنوان یکی از پیشروان شعر معاصر سوئد شناخته شده بود. دیوان شاهزاده Emgion (۱۹۶۵) و «قصهٔ فاطمه» (۱۹۶۶) از دیگر آثار اکلوف می باشند. وی آخرین کتابش را با عنوان «راهنمای جهان زیرین» در سال ۱۹۶۷ منتشر شد. اکلوف بر اثر بیماری سرطان گلو در ۱۶ مارس ۱۹۶۸ در سن در سیگتونا درگذشت.

## آثار
- Sent på jorden "Late on Earth", poems (۱۹۳۲)
- Fransk surrealism "French Surrealism", translations (۱۹۳۳)
- Dedikation "Dedication", poems (۱۹۳۴)
- Hundra år modern fransk dikt "100 Years of Modern French Poetry", translations (۱۹۳۴)
- Sorgen och stjärnan "The Sorrow and the Star", poems (۱۹۳۶)
- Köp den blindes sång "Buy the Blind Man's Song", poems (۱۹۳۸)
- Färjesång "Ferrysong", poems (۱۹۴۱)
- Promenader "Walks", essays (۱۹۴۱)
- Non serviam "Non Serviam", poems (۱۹۴۵)
- Utflykter "Excursions", essays (۱۹۴۷)
- Om hösten "In Autumn", poems (۱۹۵۱)
- Strountes "Nonsense", poems (۱۹۵۵)
- Blandade kort "Shuffled Cards", essays (۱۹۵۷)
- Opus incertum "Opus Incertum", poems (۱۹۵۹)
- En Mölna-elegi "A Mölna-Elegy", poem (۱۹۶۰)
- Valfrändskaper "Elective Affinities", translations (۱۹۶۰)
- En natt i Otocac "A night in Otocac", poems (۱۹۶۱)
- Diwan över Fursten av Emgión "Diwan on the King of Emgion", poems (۱۹۶۵)
- Sagan om Fatumeh "The Tale of Fatumeh", poems (۱۹۶۶)
- Vägvisare till underjorden poems (۱۹۶۷) (Guide to the Underworld, trans. Rika Lesser)
- Partitur "Partiture" poems (۱۹۶۹)
- Lägga patience essays (۱۹۶۹)
- En självbiografi "An Autobiography", miscellanaeus (۱۹۷۱)
- En röst "A Voice" (۱۹۷۳)
- Selected Poems of Gunnar Ekelöf, translated by Muriel Rukeyser ahd Leif Sjöberg, (New York: Twayne Publishers, ۱۹۶۷)